# Triple Frontier
Triple Frontier (englisch für ‚Dreifache Grenze‘) ist ein US-amerikanischer Action-Thriller von J. C. Chandor, der am 13. März 2019 weltweit auf Netflix erschien.

## Handlung
Santiago „Pope“ Garcia arbeitet als privater Militärberater in Kolumbien gegen Drogenkriminalität. Während seiner Zeit dort bittet ihn seine Informantin Yovanna, sie und ihren Bruder aus dem Land zu schmuggeln, um im Gegenzug Informationen über den Verbleib eines Drogenbarons namens Lorea zu erhalten. Yovanna arbeitet für Lorea und liefert ihm regelmäßig riesige Mengen Bargeld. Sie erzählt Pope, dass Lorea mit seinem gesamten Geld in einer Villa im Dschungel des Länderdreiecks Tres Fronteras lebt.
Garcia reist in die USA, um seine alten Special-Forces-Kameraden zusammenzutrommeln, um das Geld offiziell für die kolumbianische Regierung zu beschlagnahmen und die hierfür übliche prozentuale Belohnung zu kassieren. Keiner seiner Kameraden hatte im Leben nach der Army großen Erfolg. William „Ironhead“ Miller schlägt sich mit Seminaren durch, sein jüngerer Bruder Ben verdingt sich als MMA-Kämpfer. Morales hat Probleme mit Drogen und den Strafverfolgungsbehörden, und Davis hat eine Scheidung hinter sich und versucht sich vergeblich als Immobilienmakler. Die Männer geben Staat und Gesellschaft die Schuld dafür, dass sie trotz ihres Dienstes für ihr Land keinen Erfolg im Leben haben. Garcia schafft es, sie mit dem Verweis auf diese Misserfolge zu überreden. Sie beschließen schließlich, das Geld für sich selbst zu stehlen. Davis äußert dabei klar, dass er nur mitmache, wenn ausschließlich der Drogenbaron getötet werde. Dessen Familie will er kein Haar krümmen.
Die Gruppe wartet, bis die Familie und der Großteil von Loreas Bodyguards das Anwesen Loreas für den Sonntagsgottesdienst verlassen hat, und dringt dann in die Villa ein. Die verbliebenen Wachen werden überwältigt.
Beim Durchsuchen des Hauses stellen sie fest, dass sehr viel mehr Geld als die vermuteten 75 Millionen US-Dollar im Haus versteckt ist; sie können mehr als 250 Millionen US-Dollar erbeuten, die in den Wänden des Hauses versteckt sind. Davis wird beim Anblick des Geldes von der Gier übermannt, und anstatt sich an den Zeitplan zu halten, will er so viel wie möglich in die Transporter laden. Zwischendurch ermorden sie noch Lorea, der sich im Haus versteckt gehalten hatte. Die zurückgekehrten Wachen werden vom Team erschossen. Die Gruppe rast zum Treffpunkt, wo sie ein Hubschrauber (eine Mi-8 mit der kyrillischen Aufschrift „Aerosibir“) erwartet. Mit dem ungeplanten zusätzlichen Geld wird zwar dessen Maximalgewicht überschritten, das bereitet jedoch außerhalb der Höhen der Anden keine Schwierigkeiten. Davis und Garcia waren vorher noch in Streit geraten, weil Davis Yovanna und ihren Bruder zugunsten von noch mehr Geld zurücklassen wollte. Garcia setzte sich jedoch durch und nahm beide mit. Sie setzen Yovanna und ihren Bruder in Peru ab; ihnen wird geraten, sich nach Australien abzusetzen.
Der weitere Plan sieht vor, über die Anden zu einem wartenden Boot an der Küste zu fliegen. Beim Versuch, einen hohen Berggipfel zu überfliegen, wird der Hubschrauber aber überlastet, obwohl sie bereits einige Taschen mit Geld abgeworfen haben. Sie müssen notlanden und stürzen auf einem Feld in der Nähe eines Dorfes ab. Es bleiben alle unverletzt, doch die bewaffneten Bauern versuchen, das Geld an sich zu nehmen, und das Team erschießt mehrere der Dorfbewohner. Sie entschädigen den Dorfältesten und reiten mit mehreren Maultieren los, mit denen sie das Geld über die Berge transportieren wollen. Während des beschwerlichen Marsches brechen interne Konflikte zwischen den Teammitgliedern aus und ein Maultier stürzt eine Schlucht hinunter. Als sie den Abstieg in Richtung Meer beginnen, wird Redfly von einem jungen Mann aus dem Dorf erschossen. Dieser war der Gruppe gefolgt und wollte sich an Redfly für den Tod seines Vaters rächen. Er wird von den anderen erschossen und sie nehmen Redflys Leichnam mit, um ihn seiner Familie zu übergeben.
Loreas Bande hat die nächstgelegene Stadt militarisiert. Die nun nur noch vier Teammitglieder werfen auf dem Weg zum Meer den größten Teil des Geldes in eine Schlucht, weil sie es nicht mehr tragen können. Sie werden entdeckt, als sie fast am Ziel angekommen sind, können das Boot jedoch mit dem restlichen Bargeld in ihren Rucksäcken erreichen. Als sie später in Sicherheit sind, entscheiden sich alle spontan dafür, auf das Geld, das ihnen kein Glück gebracht hat, zu verzichten. Sie lassen es an Redflys Familie überweisen; es sind noch über 5,3 Millionen Dollar.
Danach geht das Team getrennte Wege. Pope will vielleicht nach Australien gehen, um Yovanna zu finden. Bevor Ironhead geht, gibt er Pope Koordinaten, die auf ein Blatt Papier gekritzelt sind und vermutlich die Position der Schlucht, an der sie das Geld zurückgelassen haben, markieren.

## Entststehung und Veröffentlichung
| Figur                       | Darsteller        | Deutscher Sprecher |
| --------------------------- | ----------------- | ------------------ |
| Tom „Redfly“ Davis          | Ben Affleck       | Peter Flechtner    |
| Santiago „Pope“ Garcia      | Oscar Isaac       | Alexander Doering  |
| William „Ironhead“ Miller   | Charlie Hunnam    | Björn Schalla      |
| Ben Miller                  | Garrett Hedlund   | Tommy Morgenstern  |
| Francisco „Catfish“ Morales | Pedro Pascal      | Matthias Klie      |
| Yovanna                     | Adria Arjona      | Carolina Vera      |
| Gabriel Martin Lorea        | Reynaldo Gallegos |                    |
| Lauren Yates                | Sheila Vand       | Damineh Hojat      |
| Samuel                      | George Hayn       | Tom Raczko         |
| Tess Davis                  | Maddy Wary        | Christina Wöllner  |

Bereits 2010 sollte die Produktion des Films mit Tom Hanks und Johnny Depp in den möglichen Hauptrollen unter der Regie von Kathryn Bigelow und einem Drehbuch von Mark Boal starten, wobei Bigelow später wieder vom Projekt zurücktrat, da die Produktion ausblieb.
Im September des Jahres 2015 übernahm J. C. Chandor die Regie. Ab Januar 2017 waren Tom Hardy und Channing Tatum als neue Besetzung für die Hauptrollen im Gespräch und wurden bereits einen Monat später offiziell verpflichtet, wobei diese jedoch ebenfalls vom Projekt absprangen, da Chandor das Drehbuch umschrieb.
Am 12. April 2017, einen Monat vor Beginn der Dreharbeiten, wurde berichtet, dass Triple Frontier von Paramount Pictures fallen gelassen wurde und Tatum und Hardy nicht mehr Teil der Besetzung seien. Im gleichen Monat ging Netflix in Verhandlung zum Erwerb der Filmrechte und sicherte sich diese anschließend.
Am 19. März 2018 wurde bekannt gegeben, dass die Hauptproduktion im März 2018 beginnen wird. Die Dreharbeiten fanden vorwiegend auf der Insel O’ahu im US-Bundesstaat Hawaii, mit einigen Aufnahmen in der Sierra Nevada in Kalifornien und in Kolumbien statt.
Die deutsche Synchronisation übernahm die Berliner Synchron GmbH Wenzel Lüdecke. Das Dialogbuch und die Dialogregie stammen von Benjamin Wolfgarten. Nach einem Monat hatten nach eigenen Angaben bereits 52 Millionen Menschen die Eigenproduktion des Streaminganbieters auf Netflix gesehen.

## Kritik
Triple Frontier erhielt ein eher gutes Presseecho, was sich auch in den Auswertungen US-amerikanischer Aggregatoren widerspiegelt. So erfasst Rotten Tomatoes überwiegend positive Besprechungen und ordnet den Film dementsprechend als „Frisch“ ein. Laut Metacritic fallen die Bewertungen im Mittel „Grundsätzlich Wohlwollend“ aus. Es folgen einige repräsentative Pressestimmen:

„Triple Frontier wird zu einer faszinierenden, fortgesetzten Übung einer absurden Selektierung, da ein Unglück nach dem anderen die Männer zwingt, zu entscheiden, ob sie bereit sind, unanständig hohe Geldmengen wegzuwerfen, um ihre Haut zu retten.“

„[Regisseur] Chandor verwandelt eine intensive physische Geschichte in eine weitere seiner unbeabsichtigt arttypischen Studien des Vorgehens.“

„Irgendwann während der Entwicklungshölle entschied man sich dafür, dass der Film einfach nur die üblichen Standardthemen für Vollpfosten abliefern solle.“

Der Filmdienst beurteilte den Film als „spannende Mischung aus Actionthriller und Drama“. Dass „mitunter die Glaubwürdigkeit etwas strapaziert wird, um das moralische Dilemma der Figuren zuzuspitzen, sieht man dem hintersinnigen Film gerne nach.“
Filmkritiker Rudolf Worschech beurteilte den Film in der epd Film als „einen superben und doch subtilen Actionfilm“.